# Umberto Petrin

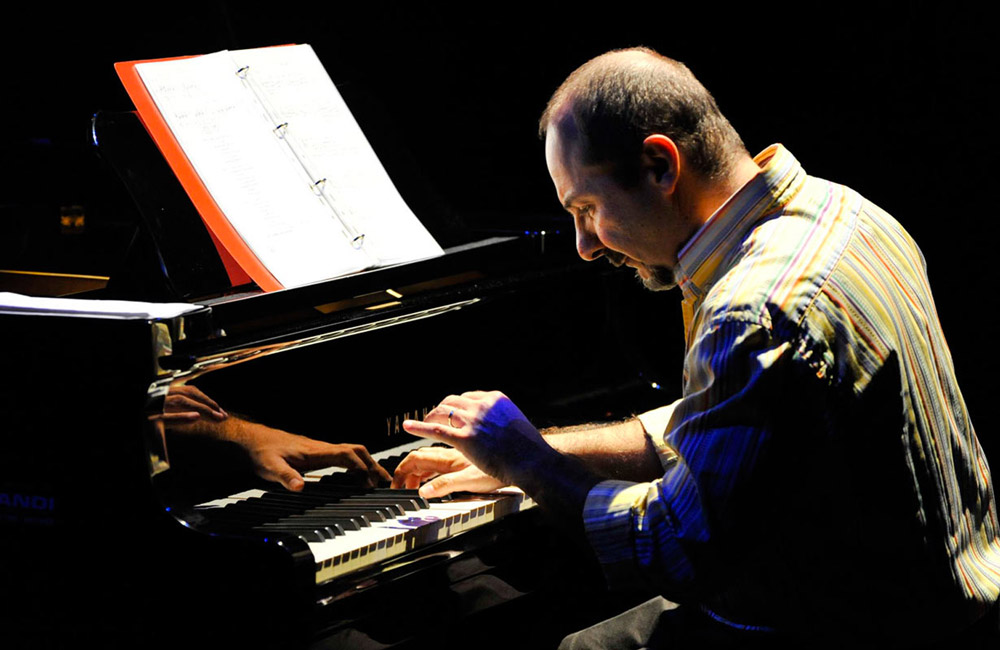
Umberto Petrin, 2022

Umberto Petrin (* 15. Mai 1960 in Casteggio) ist ein italienischer Pianist und Komponist des Modern Jazz. Er arbeitete auch als Dichter und Maler.

## Leben und Wirken
Umberto Petrin studierte seit dem zwölften Lebensjahr Piano. Ab dem 18. Lebensjahr wendete er sich zunächst erfolgreich der Dichtkunst zu (mehrere Preise, Publikation eines Auswahlbandes „Perimetri“, 1985). Aufgrund seiner Bekanntschaft mit Walter Lazzaro wendete er sich zwischen 1980 und 1990 zudem der Malerei zu und beteiligte sich auch an Ausstellungen. Seit 1984 spielte er gelegentlich mit einem eigenen Trio Jazz, was er ab 1986 intensivierte; er gründete nun ein Quartett und wirkte auch gelegentlich in der RAI-Bigband mit. 1987 entstand eine eigene Platte; seit 1989 begleitete er Tiziana Ghiglioni. Dann formte er ein Duo mit Guido Mazzon, mit dem er auch den Dichter Luigi Pasotelli begleitete.
Er wurde außerhalb Italiens vor allem bekannt durch seine Mitgliedschaft im Italian Instabile Orchestra (wo er auch mit Cecil Taylor zusammenwirkte). Außerdem arbeitete er mit Musikern wie Lester Bowie, Tim Berne, Steve Lacy, Paul Lovens, Paul Rutherford, Enrico Rava, Lee Konitz, Paolo Fresu, Willem Breuker, Misha Mengelberg, Han Bennink, Marc Ducret, Yves Robert, Evan Parker, Michel Godard und Gianluigi Trovesi zusammen. Seit den 1980er Jahren nahm er unter eigenem Namen eine Reihe von Alben für das Jazzlabel Splasc(h) auf, etwa das Soloalbum Monk's World 1997. Er war aber auch an Alben des Jazz Chromatic Ensemble und anderer Musiker wie Lanfranco Malaguti und vor allem Guido Mazzon (Ooze 1982), Wirrwarr 1992, u. a. mit Interpretationen der Coltrane-Titel Ogunde und After the Rain) beteiligt. Im Jahr 2001 entstand mit Giovanni Maier, Roberto Dani sowie mit Assif Tsahar als Gastmusiker das Album Voir Loin mit Eigenkompositionen sowie Monk- und Coleman-Interpretationen.
Im gleichen Jahr begann mit Gianluigi Trovesi eine Zusammenarbeit zu Ehren des 100. Todestages des Cellisten Alfred Piatti, die 2005 im Vaghissimo Ritratto (mit Fulvio Maras) mündete.

## Lexikalischer Eintrag
- Richard Cook, Brian Morton: The Penguin Guide of Jazz on CD. 6. Auflage. Penguin, London 2002, ISBN 0-14-051521-6.